# Gogala
Gogala je priimek v Sloveniji, ki ga je po podatkih Statističnega urada Republike Slovenije na dan 1. januarja 2010 uporabljalo 167 oseb in je med vsemi priimki po pogostosti uporabe uvrščen na 2.647. mesto.

## Znani nosilci priimka
- Andrej Gogala (*1956), dramaturg, scenarist, urednik (poljudnoznanstveni)
- Andrej Gogala (*1962), biolog, entomolog
- Anton Gogala (1780–1841), pravnik, sodnik, vojak
- Anže Gogala (*1985), hokejist
- Avgust Gogala (1898–1971), rudarski strokovnjak, univ. profesor
- Borut Gogala (*1986), gorski reševalec, inštruktor
- Franc Jožef Gogala (1644–1728), igralec
- Ivan Gogala (Gogola) (1850–1901), notar, društveni delavec, hranilničar
- Ivo Gogala (1904–1979), fotograf
- Janez Gogala (1825–1884), duhovnik, humanitarec; (že izbran) ljubljanski škof
- Jože Gogala (1916–2011), hokejist in drsalec, športni delavec (dr. prava, direktor patentne pisarne=?)
- Matija Gogala (*1937), biolog, entomolog, akademik
- Miroslav (Mirko) Gogala (1919–2015), pravnik in teolog (Argentina)
- Nada Gogala (1937–2013), biologinja, univ. profesorica
- Roger Gogala (1934–2012), novinar, publicist
- Stanko Gogala (1901–1987), (filozof), pedagog, univerzitetni profesor
- Tone Gogala (*1945), igralec, diplomat
- Viljem Gogala, novinar, svetovni popotnik, publicist
- Wolfgang Gogala, duhovnik